# Johann Friedrich Ludwig Hausmann
Pour les articles homonymes, voir Hausmann.
Johann Friedrich Ludwig Hausmann, né à Hanovre le 22 février 1782 et mort à Göttingen le 26 décembre 1859, est un minéralogiste et géologue allemand.

## Biographie
Hausmann étudie au « Collegium Carolinum » de Brunswick et plus tard à l'université de Göttingen. En 1803 il commence sa carrière comme auditeur au service des mines de Clausthal, puis devient secrétaire au département des constructions et de la métallurgie à Brunswick deux ans plus tard. De 1806 à 1807 il entreprend un voyage d’étude géologique en Scandinavie. En 1809 il est nommé inspecteur des général des ouvrages de montagne et refuges et des mines de sel du royaume de Westphalie à Cassel.
À la mort de Johann Beckmann, (1811), Hausmann reprend la chaire de minéralogie et de technologie à l’université de  Göttingen. Ces compétences couvraient l’industrie minière, la sidérurgie, mais aussi l’agriculture et la sylviculture.
Son sens de l’observation et son sens critique développés ont prévalu à l’avènement de son œuvre. En 1821 il fonde  le Göttinger Verein bergmännischer Freunde, qui est l’organe de publication de ses études. Il en est le rédacteur de 1828 à 1858. Chaque année il entreprend avec ses étudiants d’importantes excursions géologiques qui donnent lieu à  de nombreuses publications.
En 1825 sa publication Versuch einer geologischen Begründung des Acker- und Forstwesens fait sensation dans les milieux spécialisés et lui vaut une certaine notoriété.  Déjà en 1818 dans son traité (écrit en latin) il attirait l’attention sur l’importance de la gestion des ressources agricoles qui passait par  l’adéquation entre les plantes choisies et les sols, élément totalement ignoré à l’époque surtout par les géologues.
Il passe, par ces écrits, comme le père fondateur de la pédologie rationnelle, science qu’il enseigne de 1830à 1831 à l’université de Göttingen.

## En minéralogie
Il est membre de l’académie des sciences de Paris (Institut de France) Section minéralogie. On lui doit la description de plusieurs espèces :
- allophane 1816
- biotite 1847
- glasérite
- glaucophane
- hydrophilite
- Pharmacosidérite
- pseudomalachite (en)
- pyromorphite
- pyrosmalite (it)
- rhodochrosite
- Triplite
- vitriolgelb synonyme de jarosite

Une espèce minérale lui est dédiée par Wilhelm Karl Ritter von Haidinger : l'hausmannite.

## Publications
en minéralogie
- Krystallogische Beiträge. Braunschweig 1803.
- Norddeutsche Beiträge zur Berg- und Hüttenkunde. Braunschweig 1806-1810.
- Handbuch der Mineralogie. Göttingen 1813, 3 Bde.; 2. Aufl. 1828-1847.
- Reise durch Skandinavien. Göttingen 1811-1818.
- Untersuchungen über die Formen der leblosen Natur. Göttingen 1821.
- Versuch einer geologischen Begründung des Acker- und Forstwesens. Berlin 1825.
- Über den gegenwärtigen Zustand und die Wichtigkeit des Hannoverschen Harzes. Göttingen 1832.
- Über die Bildung des Harzgebirges: ein geologischer Versuch. Berlin 1842.
- Studien des Göttinger Vereins bergmännischer Freunde. Herausgegeben von J. F. L. Hausmann. Göttingen 1824-1858, 6 Bde., darin u. a.:
- Übersicht der jüngern Flötzgebilde im Flußgebiet der Weser (1824).
- Beitrage zur metallurgischen Krystallkunde Göttingen (1850).

en entomologie
- Entomologische Bemerkungen 1799
- De animalium exsangium respiratione 1803